# Гірничі відносини
Гірни́чі відно́сини (рос.горные отношения, англ. mining production relations) — правовідносини, пов'язані з використанням та охороною надр і врегульовані законами України та іншими нормативно-правовими актами.
Регулювання гірничих відносин (Р.г.в.) здійснюють владні органи різних рівнів, зокрема:
- Верховна Рада України
- Кабінет Міністрів України,
- Міністерство екології та природних ресурсів України,
- Державний комітет України по геології і використанню надр,
- Державний комітет України по нагляду за охороною праці,
- Рада Міністрів Автономної Республіки Крим,
- інші державні органи, місцеві Ради народних депутатів і органи виконавчої влади на місцях відповідно до законодавства України.

До відання Верховної Ради України у сфері регулювання гірничих відносин належить:
- 1) законодавче регулювання гірничих відносин;
- 2) визначення основних напрямів державної політики у галузі геологічного вивчення, використання і охорони надр
- 3) визначення повноважень органів державної виконавчої влади, місцевих Рад народних депутатів щодо використання та охорони надр;
- 4) вирішення інших питань у сфері регулювання гірничих відносин

До відання Кабінету Міністрів України у галузі геологічного вивчення, використання і охорони надр належить:
- 1) реалізація державної політики у сфері регулювання гірничих відносин;
- 2) здійснення державного контролю за геологічним вивченням, використанням та охороною надр, а також за утворенням та використанням техногенних родовищ і переробкою мінеральної сировини;
- 3) визначення порядку діяльності органів державної виконавчої влади в галузі використання і охорони надр, координація їх діяльності;
- 4) забезпечення розробки загальнодержавних та регіональних програм у галузі геологічного вивчення, використання і охорони надр;
- 5) визначення темпів використання, подальшого розширення та якісного поліпшення мінерально-сировинної бази;
- 6) визначення порядку використання надр та їх охорони, розробки і затвердження відповідних стандартів, норм і правил;
- 7) визначення нормативів плати за користування надрами та порядку її справляння;
- 8) створення єдиної системи Державного інформаційного геологічного фонду та визначення порядку розпорядження геологічною інформацією;
- 9) організація державної експертизи та оцінки запасів корисних копалин;
- 10) вирішення питань використання надр для складування і захоронення відходів виробництва та інших шкідливих речовин;
- 11) вирішення інших питань у галузі управління і контролю за використанням та охороною надр.

До відання Верховної Ради Республіки Крим, обласних, Київської та Севастопольської міських Рад на їх території у порядку, встановленому Кодексом України про надра та іншими законодавчими актами, належить:
- 1) надання надр у користування для розробки родовищ корисних копалин місцевого значення;
- 2) погодження клопотань про надання надр у користування з метою геологічного вивчення, розробки родовищ корисних копалин загальнодержавного значення, а також для цілей, не пов'язаних з видобуванням корисних копалин;
- 3) розподіл між відповідними місцевими бюджетами платежів за користування надрами, визначених Кодексом України про надра;
- 4) розробка, затвердження та реалізація місцевих програм розвитку мінерально-сировинної бази, раціонального використання і охорони надр;
- 5) оголошення геологічних об'єктів, що становлять наукову або культурну цінність, об'єктами природно-заповідного фонду місцевого значення;
- 6) припинення права користування ділянкою надр;
- 7) здійснення контролю за використанням та охороною надр;
- 8) вирішення інших питань у сфері регулювання гірничих відносин у межах своєї компетенції.

До відання сільських, селищних, міських та районних Рад на їх території у порядку, встановленому Кодексом України про надра та іншими законодавчими актами, належить:
- 1) погодження клопотань про надання надр у користування з метою геологічного вивчення, розробки родовищ корисних копалин місцевого значення;
- 2) реалізація місцевих програм розвитку мінерально-сировинної бази, раціонального використання та охорони надр;
- 3) обмеження діяльності підприємств, установ, організацій і громадян у випадках і в порядку, передбачених Кодексом України про надра;
- 4) здійснення контролю за використанням та охороною надр.